# 特氏腔吻鱈
特氏腔吻鱈，為輻鰭魚綱鱈形目鼠尾鱈科的其中一種，分布於西印度洋南非及莫三比克海域，深度421-552公尺，體長可達44公分，屬深海底棲性魚類，棲息在底層水域，生活習性不明。